# Коршилов, Николай Николаевич
Николай Николаевич Коршилов (20 января 1944, Москва, СССР — 15 января 2024, Москва, Россия) — артист оперетты, либреттист, режиссёр-постановщик. Заслуженный артист РСФСР (27 января 1978).
В 1965 году окончил Высшее театральное училище имени Б.В. Щукина. Актёр Московского театра оперетты (1965—1993). На сценическом счету - «Фиалка Монмартра», «Королева Чардаша», «Трембита», «Весёлая вдова».
Снимался в фильме «Всё для вас» (дебют в 1964 году), фильме-концерте «Вас приглашает оперетта» (1985), играл в телеспектакле «Летучая мышь» (1979), радиоспектакле «Конкурс красоты» Александра Долуханяна (1971), музыкальном фильме «Летучая мышь» (1984).
Николай Коршилов — исполнитель известных хитов «Белые горошины» (дуэт с Лилией Амарфий) и арии Левши из одноимённой оперетты В. В. Дмитриева.
В последние годы был занят в антрепризе как актёр и режиссёр.
Умер 15 января 2024 года. Похоронен в Москве на Даниловском кладбище.

## Семья
Первая жена — Коршилова Татьяна Юрьевна (13.09.1946—04.09.1982) — журналистка, телеведущая, поэтесса.
- Сын — Коршилов Денис Николаевич (род. 16.11.1969), руководитель валютно-финансового департамента ЗАО КБ «Ситибанк» (в 2016 г.).
  - Шестеро внуков.

## Театральные и кинороли
- «Фиалка Монмартра» Имре Кальмана — Марсель (также либретто и постановка)
- «Сильва» Имре Кальмана — Бони
- «Севастопольский вальс» К. Листова— Геннадий Бессмертный
- «Марица» Имре Кальмана — Зупан
- «Тётка Чарлея» О. Фельцман — Бабс Баберлей
- «Белая ночь» Тихона Хренникова — Распутин, Юсупов
- «Вольный ветер» Исаака Дунаевского — Микась
- «Летучая мышь» Иоганна Штрауса — Фальк
- «Русский секрет» («Левша») В. Дмитриева — Левша
- «Искатели сокровищ» Семёна Заславского — Алексей
- «Весёлая вдова» Франца Легара — барон Зета
- «Настасья» А. Кулыгина — Риспаев
- «Крепостная актриса» Н. Стрельникова — граф Кутайсов

## Постановка, сценарий
- О любимом жанре
- Оперетта, оперетта
- Песни молодости нашей
- Королева Чардаша
- Фиалка Монмартра

## Белые горошины
- https://www.youtube.com/watch?v=QJnYH6ORgOA